# 猪俣猛
猪俣 猛（いのまた たけし、1936年〈昭和11年〉年2月6日 - 2024年〈令和6年〉10月4日）は、兵庫県宝塚市出身のジャズドラマー。楽器はヤマハを使用。

## 人物
日本ジャズ界の重鎮ドラマーで、後輩の育成・教育にも力を注いでいる。2010年には音楽生活60周年を迎えた。
宝塚歌劇団のオーボエ奏者の父のもと、宝塚市に生誕。兄も有能なトランペッターであったことから、幼い頃から音楽に囲まれて育った。
クラウンレコードから「ありた・しんたろう」の名でも多数のレコードを発売している。
キングレコードでは「はらだたけし」名義で録音を多数残している。
2024年10月4日、老衰のため、入院先の病院で死去した。88歳没。

## 主な作品
- 渡辺貞夫 - Sadao Watanabe（1961年8月15日、16日録音）1961年、King Records
- ヘレン・メリル『ヘレン・メリル・イン・トウキョウ』1963年、King Records - サポート:猪俣猛とウエストライナーズ
- アニタ・オデイ『アニタ・オデイ・ライヴ・イン・東京 1964』1964年 - サポート:猪俣猛とウエストライナーズ
- マル・ウォルドロン, トウキョウ・バウンド - Tokyo Bound（1970年2月7日、12日録音）1970年、RCA Victor Japan